# Vučnik
Vučnik est une localité de Croatie située dans la municipalité de Vrbovsko, comitat de Primorje-Gorski Kotar. En 2011, la localité comptait 11 habitants, perdant 5 habitants par rapport à 2001.

## Démographie
| 1948 | 1953 | 1961 | 1971 | 1981 | 1991 | 2001 | 2011 |
| ---- | ---- | ---- | ---- | ---- | ---- | ---- | ---- |
| 0    | 33   | 34   | 30   | 30   | 28   | 16   | 11   |